# Montalk
Montalk – nazwisko przyjęte przez hrabiego Józefa Franciszka Jana Potockiego herbu Pilawa, noszone przez potomków rodu Potockich z Nowej Zelandii.

## Etymologia nazwiska
Pod takim nazwiskiem potajemnie wziął ślub cywilny w Belgii Józef Franciszek Jan Potocki z uprowadzoną przez siebie z pałacu trzeciego markiza Townshend, jego siostrzenicą Judith Charlotte Anne O’Kennedy. Nazwisko było prawdopodobnie próbą przełożenia na język francuski słowa Białystok albo Białołówka (posiadłość odebrana Potockiemu za udział w powstaniu listopadowym). Nazwisko to na stałe przyjął syn Józefa Franciszka Jana Potockiego,  Edmund Józef Potocki de Montalk i nosili je jego potomkowie.

## Znane osoby o nazwisku de Montalk
- Cedric de Montalk – polski i nowozelandzki historyk i genealog rodu Potockich
- Edmund Józef Potocki de Montalk – nauczyciel języków i literatury
- Geoffrey Potocki de Montalk – poeta, tłumacz, samozwańczy król Polski
- Robert Wladislas Potocki de Montalk – nowozelandzki architekt, pionier budownictwa betonowego w Nowej Zelandii
- Stephanie de Montalk – nowozelandzka poetka i pisarka